# Podium

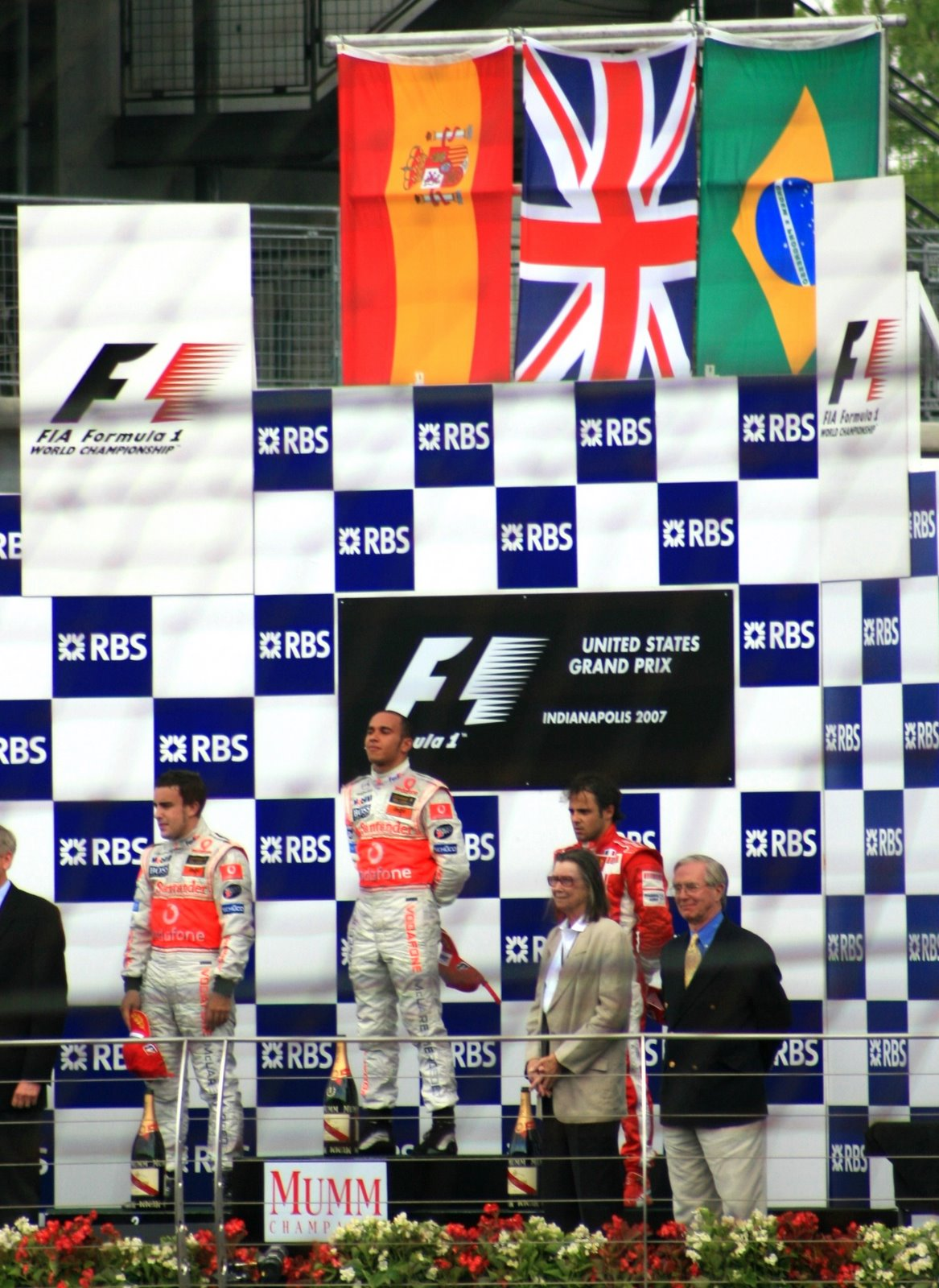
Ett podium i sport. Vinnaren står i mitten, tvåan till vänster och trean till höger.

Podium (av grek. πόδιον "liten fot") kan syfta på en låg och bred förhöjning kring scenen i en romersk eller grekisk amfiteater. Ett podium kan även vara en något-några trappsteg upphöjd enkel scen i en samlingslokal.
Det kan även handla om en plattform som används för att höja något till ett kort avstånd ovanför dess omgivning. Till exempel ledaren för en orkester, eller en offentliga talare, kan stå på ett podium (dock är podium ej detsamma som talarstol).
Inom sporten kan man benämna en upphöjning för medaljörerna (vinnaren, tvåan och trean) för ett podium.
En byggnad kan även vila på ett podium.